# أمبلير (باد كاليه)
أمبلير، باد كاليه (بالفرنسية: Amplier)‏ هي بلدية تقع في إقليم باد كاليه من منطقة نور با دو كاليه في شمال فرنسا. تبلغ مساحة هذه المدينة 8.71 (كم²)، وترتفع عن سطح البحر 66 م، يبلغ عدد سكانها 306 نسمة حسب إحصاء المعهد الوطني للإحصاء والدراسات الاقتصادية سنة 2009 م. وترأس Thierry François البلدية خلال فترة (2008-2014).